# Paraliparis valentinae
Paraliparis valentinae és una espècie de peix pertanyent a la família dels lipàrids.

## Descripció
- Fa 24 cm de llargària màxima.[5][6]

## Hàbitat
És un peix marí i batidemersal que viu entre 800 i 1.100 m de fondària.

## Distribució geogràfica
Es troba al mar de Weddell.

## Observacions
És inofensiu per als humans.